# Список астероїдів (2901—3000)
| Назва                           | Тимчасове позначення | Дата відкриття    | Місце відкриття                            | Відкривач                                                               |
| ------------------------------- | -------------------- | ----------------- | ------------------------------------------ | ----------------------------------------------------------------------- |
| 2901 Беджот (Bagehot)           | 1973 DP              | 27 лютого 1973    | Гамбурзька обсерваторія                    | Любош Когоутек                                                          |
| 2902 Вестерлунд (Westerlund)    | 1980 FN3             | 16 березня 1980   | Обсерваторія Ла-Сілья                      | Клаес-Інґвар Лаґерквіст                                                 |
| 2903 Чжухай (Zhuhai)            | 1981 UV9             | 23 жовтня 1981    | Обсерваторія Цзицзіньшань                  | Обсерваторія Червона Гора                                               |
| 2904 Мілмен (Millman)           | 1981 YB              | 20 грудня 1981    | Станція Андерсон-Меса                      | Едвард Бовелл                                                           |
| 2905 Пласкетт (Plaskett)        | 1982 BZ2             | 24 січня 1982     | Станція Андерсон-Меса                      | Едвард Бовелл                                                           |
| 2906 Калтех (Caltech)           | 1983 AE2             | 13 січня 1983     | Паломарська обсерваторія                   | Керолін Шумейкер                                                        |
| 2907 Некрасов (Nekrasov)        | 1975 TT2             | 3 жовтня 1975     | КрАО                                       | Черних Людмила Іванівна                                                 |
| 2908 Сімояма (Shimoyama)        | 1981 WA              | 18 листопада 1981 | Токай (Айті)                               | Тошімата Фурута                                                         |
| 2909 Хосі-но-іє (Hoshi-no-ie)   | 1983 JA              | 9 травня 1983     | Тірорін                                    | Садао Сеї                                                               |
| 2910 Йошкар-Ола (Yoshkar-Ola)   | 1980 TK13            | 11 жовтня 1980    | КрАО                                       | Черних Микола Степанович                                                |
| 2911 Міяхелена (Miahelena)      | 1938 GJ              | 8 квітня 1938     | Турку                                      | Гейккі Алікоскі                                                         |
| 2912 Лапалма (Lapalma)          | 1942 DM              | 18 лютого 1942    | Турку                                      | Люсі Отерма                                                             |
| 2913 Орта (Horta)               | 1931 TK              | 12 жовтня 1931    | Королівська обсерваторія Бельгії           | Ежен Жозеф Дельпорт                                                     |
| 2914 Ґларніш (Glarnisch)        | 1965 SB              | 19 вересня 1965   | Ціммервальдська обсерваторія               | Пауль Вільд                                                             |
| 2915 Москвіна (Moskvina)        | 1977 QY2             | 22 серпня 1977    | КрАО                                       | Черних Микола Степанович                                                |
| 2916 Воронвелія (Voronveliya)   | 1978 PW2             | 8 серпня 1978     | КрАО                                       | Черних Микола Степанович                                                |
| 2917 Сойєр Хогг (Sawyer Hogg)   | 1980 RR              | 2 вересня 1980    | Станція Андерсон-Меса                      | Едвард Бовелл                                                           |
| 2918 Салазар (Salazar)          | 1980 TU4             | 9 жовтня 1980     | Паломарська обсерваторія                   | Керолін Шумейкер                                                        |
| 2919 Dali                       | 1981 EX18            | 2 березня 1981    | Обсерваторія Сайдинг-Спрінг                | Ш. Дж. Бас                                                              |
| 2920 Automedon                  | 1981 JR              | 3 травня 1981     | Станція Андерсон-Меса                      | Едвард Бовелл                                                           |
| 2921 Софокл (Sophocles)         | 6525 P-L             | 24 вересня 1960   | Паломарська обсерваторія                   | К. Й. ван Гаутен, І. ван Гаутен-Ґроневельд, Т. Герельс                  |
| 2922 Диканька (Dikanʹka)        | 1976 GY1             | 1 квітня 1976     | КрАО                                       | Черних Микола Степанович                                                |
| 2923 Шулер (Schuyler)           | 1977 DA              | 22 лютого 1977    | Гарвардська обсерваторія                   | Гарвардська обсерваторія                                                |
| 2924 Мітаке-мура (Mitake-mura)  | 1977 DJ2             | 18 лютого 1977    | Обсерваторія Кісо                          | Хірокі Косаї, Кіїтіро Фурукава                                          |
| 2925 Бітті (Beatty)             | 1978 VC5             | 7 листопада 1978  | Паломарська обсерваторія                   | Е. Гелін, Ш. Дж. Бас                                                    |
| 2926 Кальдейра (Caldeira)       | 1980 KG              | 22 травня 1980    | Обсерваторія Ла-Сілья                      | Анрі Дебеонь                                                            |
| 2927 Аламоса (Alamosa)          | 1981 TM              | 5 жовтня 1981     | Станція Андерсон-Меса                      | Норман Томас                                                            |
| 2928 Епштейн (Epstein)          | 1976 GN8             | 5 квітня 1976     | Астрономічний комплекс Ель-Леонсіто        | Обсерваторія Фелікса Аґілара                                            |
| 2929 Гарріс (Harris)            | 1982 BK1             | 24 січня 1982     | Станція Андерсон-Меса                      | Едвард Бовелл                                                           |
| 2930 Euripides                  | 6554 P-L             | 24 вересня 1960   | Паломарська обсерваторія                   | К. Й. ван Гаутен, І. ван Гаутен-Ґроневельд, Т. Герельс                  |
| 2931 Маяковський (Mayakovsky)   | 1969 UC              | 16 жовтня 1969    | КрАО                                       | Черних Людмила Іванівна                                                 |
| 2932 Кемпчинський (Kempchinsky) | 1980 TK4             | 9 жовтня 1980     | Паломарська обсерваторія                   | Керолін Шумейкер                                                        |
| 2933 Амбер (Amber)              | 1983 HN              | 18 квітня 1983    | Станція Андерсон-Меса                      | Норман Томас                                                            |
| 2934 Аристофан (Aristophanes)   | 4006 P-L             | 25 вересня 1960   | Паломарська обсерваторія                   | К. Й. ван Гаутен, І. ван Гаутен-Ґроневельд, Т. Герельс                  |
| 2935 Нейрум (Naerum)            | 1976 UU              | 24 жовтня 1976    | Обсерваторія Ла-Сілья                      | Річард Вест                                                             |
| 2936 Нехвіле (Nechvile)         | 1979 SF              | 17 вересня 1979   | Обсерваторія Клеть                         | Антонін Мркос                                                           |
| 2937 Gibbs                      | 1980 LA              | 14 червня 1980    | Станція Андерсон-Меса                      | Едвард Бовелл                                                           |
| 2938 Хопі (Hopi)                | 1980 LB              | 14 червня 1980    | Станція Андерсон-Меса                      | Едвард Бовелл.                                                          |
| 2939 Коконіно (Coconino)        | 1982 DP              | 21 лютого 1982    | Станція Андерсон-Меса                      | Едвард Бовелл                                                           |
| 2940 Бекон (Bacon)              | 3042 P-L             | 24 вересня 1960   | Паломарська обсерваторія                   | Корнеліс Йоганнес ван Гаутен, Інгрід ван Гаутен-Гроневельд, Том Герельс |
| 2941 Альден (Alden)             | 1930 YV              | 24 грудня 1930    | Ловеллівська обсерваторія                  | Клайд Томбо                                                             |
| 2942 Корді (Cordie)             | 1932 BG              | 29 січня 1932     | Обсерваторія Гейдельберг-Кеніґштуль        | К. Рейнмут                                                              |
| 2943 Генріх (Heinrich)          | 1933 QU              | 25 серпня 1933    | Обсерваторія Гейдельберг-Кеніґштуль        | К. Рейнмут                                                              |
| 2944 Пейо (Peyo)                | 1935 QF              | 31 серпня 1935    | Обсерваторія Гейдельберг-Кеніґштуль        | К. Рейнмут                                                              |
| 2945 Занстра (Zanstra)          | 1935 ST1             | 28 вересня 1935   | Республіканська обсерваторія Йоганнесбурга | Гендрік ван Гент                                                        |
| 2946 Мучачос (Muchachos)        | 1941 UV              | 15 жовтня 1941    | Турку                                      | Люсі Отерма                                                             |
| 2947 Кіппенган (Kippenhahn)     | 1955 QP1             | 22 серпня 1955    | Обсерваторія Гейдельберг-Кеніґштуль        | Інгрід Гроневельд                                                       |
| 2948 Амосов (Amosov)            | 1969 TD2             | 8 жовтня 1969     | КрАО                                       | Черних Людмила Іванівна                                                 |
| 2949 Каверзнєв (Kaverznev)      | 1970 PR              | 9 серпня 1970     | КрАО                                       | КрАО                                                                    |
| 2950 Руссо (Rousseau)           | 1974 VQ2             | 9 листопада 1974  | Ціммервальдська обсерваторія               | Пауль Вільд                                                             |
| 2951 Перепадін (Perepadin)      | 1977 RB8             | 13 вересня 1977   | КрАО                                       | Черних Микола Степанович                                                |
| 2952 Ліліпутія (Lilliputia)     | 1979 SF2             | 22 вересня 1979   | КрАО                                       | Черних Микола Степанович                                                |
| 2953 Вишеславія (Vysheslavia)   | 1979 SV11            | 24 вересня 1979   | КрАО                                       | Черних Микола Степанович                                                |
| 2954 Дельсемм (Delsemme)        | 1982 BT1             | 30 січня 1982     | Станція Андерсон-Меса                      | Едвард Бовелл                                                           |
| 2955 Ньюбьорн (Newburn)         | 1982 BX1             | 30 січня 1982     | Станція Андерсон-Меса                      | Едвард Бовелл                                                           |
| 2956 Yeomans                    | 1982 HN1             | 28 квітня 1982    | Станція Андерсон-Меса                      | Едвард Бовелл                                                           |
| 2957 Тацуо (Tatsuo)             | 1934 CB1             | 5 лютого 1934     | Обсерваторія Гейдельберг-Кеніґштуль        | К. В. Райнмут                                                           |
| 2958 Арпетіто (Arpetito)        | 1981 DG              | 28 лютого 1981    | Обсерваторія Ла-Сілья                      | Анрі Дебеонь, Джованні де Санктіс                                       |
| 2959 Шоль (Scholl)              | 1983 RE2             | 4 вересня 1983    | Станція Андерсон-Меса                      | Едвард Бовелл                                                           |
| 2960 Отакі (Ohtaki)             | 1977 DK3             | 18 лютого 1977    | Обсерваторія Кісо                          | Хірокі Косаї, Кіїтіро Фурукава                                          |
| 2961 Кацурахама (Katsurahama)   | 1982 XA              | 7 грудня 1982     | Обсерваторія Ґейсей                        | Тсутому Секі                                                            |
| 2962 Отто (Otto)                | 1940 YF              | 28 грудня 1940    | Турку                                      | Ірйо Вяйсяля                                                            |
| 2963 Чень Цзяген (Chen Jiageng) | 1964 VM1             | 9 листопада 1964  | Обсерваторія Цзицзіньшань                  | Обсерваторія Червона Гора                                               |
| 2964 Яшек (Jaschek)             | 1974 OA1             | 16 липня 1974     | Астрономічний комплекс Ель-Леонсіто        | Обсерваторія Фелікса Аґілара                                            |
| 2965 Суріков (Surikov)          | 1975 BX              | 18 січня 1975     | КрАО                                       | Черних Людмила Іванівна                                                 |
| 2966 Корсунія (Korsunia)        | 1977 EB2             | 13 березня 1977   | КрАО                                       | Черних Микола Степанович                                                |
| 2967 Владисвят (Vladisvyat)     | 1977 SS1             | 19 вересня 1977   | КрАО                                       | Черних Микола Степанович                                                |
| 2968 Iliya                      | 1978 QJ              | 31 серпня 1978    | КрАО                                       | Черних Микола Степанович                                                |
| 2969 Мікула (Mikula)            | 1978 RU1             | 5 вересня 1978    | КрАО                                       | Черних Микола Степанович                                                |
| 2970 Песталоцці (Pestalozzi)    | 1978 UC              | 27 жовтня 1978    | Ціммервальдська обсерваторія               | Пауль Вільд                                                             |
| 2971 Мор (Mohr)                 | 1980 YL              | 30 грудня 1980    | Обсерваторія Клеть                         | Антонін Мркос                                                           |
| 2972 Ніїло (Niilo)              | 1939 TB              | 7 жовтня 1939     | Турку                                      | І.Вяйсяля                                                               |
| 2973 Паола (Paola)              | 1951 AJ              | 10 січня 1951     | Королівська обсерваторія Бельгії           | Сильвен Арен                                                            |
| 2974 Голден (Holden)            | 1955 QK              | 23 серпня 1955    | Обсерваторія Ґете Лінка                    | Університет Індіани                                                     |
| 2975 Спар (Spahr)               | 1970 AF1             | 8 січня 1970      | Астрономічна станція Серро Ель Робле       | Гейно Поттер, А. Локалов                                                |
| 2976 Лаутаро (Lautaro)          | 1974 HR              | 22 квітня 1974    | Астрономічна станція Серро Ель Робле       | Карлос Торрес                                                           |
| 2977 Чівіліхін (Chivilikhin)    | 1974 SP              | 19 вересня 1974   | КрАО                                       | Черних Людмила Іванівна                                                 |
| 2978 Ройдебуш (Roudebush)       | 1978 SR              | 26 вересня 1978   | Гарвардська обсерваторія                   | Гарвардська обсерваторія                                                |
| 2979 Мурманськ (Murmansk)       | 1978 TB7             | 2 жовтня 1978     | КрАО                                       | Журавльова Людмила Василівна                                            |
| 2980 Кемерон (Cameron)          | 1981 EU17            | 2 березня 1981    | Обсерваторія Сайдинг-Спрінг                | Ш. Дж. Бас                                                              |
| 2981 Шаґалл (Chagall)           | 1981 EE20            | 2 березня 1981    | Обсерваторія Сайдинг-Спрінг                | Ш. Дж. Бас                                                              |
| 2982 Мюріель (Muriel)           | 1981 JA3             | 6 травня 1981     | Паломарська обсерваторія                   | Керолін Шумейкер                                                        |
| 2983 Полтава (Poltava)          | 1981 RW2             | 2 вересня 1981    | КрАО                                       | Микола Черних                                                           |
| 2984 Чосер (Chaucer)            | 1981 YD              | 30 грудня 1981    | Станція Андерсон-Меса                      | Едвард Бовелл                                                           |
| 2985 Shakespeare                | 1983 TV1             | 12 жовтня 1983    | Станція Андерсон-Меса                      | Едвард Бовелл                                                           |
| 2986 Мріналіні (Mrinalini)      | 2525 P-L             | 24 вересня 1960   | Паломарська обсерваторія                   | К. Й. ван Гаутен, І. ван Гаутен-Ґроневельд, Т. Герельс                  |
| 2987 Сарабхай (Sarabhai)        | 4583 P-L             | 24 вересня 1960   | Паломарська обсерваторія                   | К. Й. ван Гаутен, І. ван Гаутен-Ґроневельд, Т. Герельс                  |
| 2988 Корхонен (Korhonen)        | 1943 EM              | 1 березня 1943    | Турку                                      | Люсі Отерма                                                             |
| 2989 Імаго (Imago)              | 1976 UF1             | 22 жовтня 1976    | Ціммервальдська обсерваторія               | Пауль Вільд                                                             |
| 2990 Трімбергер (Trimberger)    | 1981 EN27            | 2 березня 1981    | Обсерваторія Сайдинг-Спрінг                | Ш. Дж. Бас                                                              |
| 2991 Більбо (Bilbo)             | 1982 HV              | 21 квітня 1982    | Станція Андерсон-Меса                      | М. Ватт                                                                 |
| 2992 Фондел (Vondel)            | 2540 P-L             | 24 вересня 1960   | Паломарська обсерваторія                   | К. Й. ван Гаутен, І. ван Гаутен-Ґроневельд, Т. Герельс                  |
| 2993 Венді (Wendy)              | 1970 PA              | 4 серпня 1970     | Пертська обсерваторія                      | Пертська обсерваторія                                                   |
| 2994 Флінн (Flynn)              | 1975 PA              | 14 серпня 1975    | Пертська обсерваторія                      | Пертська обсерваторія                                                   |
| 2995 Таратута (Taratuta)        | 1978 QK              | 31 серпня 1978    | КрАО                                       | Черних Микола Степанович                                                |
| 2996 Бовман (Bowman)            | 1954 RJ              | 5 вересня 1954    | Обсерваторія Ґете Лінка                    | Університет Індіани                                                     |
| 2997 Кабрера (Cabrera)          | 1974 MJ              | 17 червня 1974    | Астрономічний комплекс Ель-Леонсіто        | Обсерваторія Фелікса Аґілара                                            |
| 2998 Берендея (Berendeya)       | 1975 TR3             | 3 жовтня 1975     | КрАО                                       | Черних Людмила Іванівна                                                 |
| 2999 Dante                      | 1981 CY              | 6 лютого 1981     | Станція Андерсон-Меса                      | Норман Томас                                                            |
| 3000 Леонардо (Leonardo)        | 1981 EG19            | 2 березня 1981    | Обсерваторія Сайдинг-Спрінг                | Ш. Дж. Бас                                                              |

| Астероїди 1—10000 → |           |           |           |           |           |           |           |           |            |
| 1—100               | 1001—1100 | 2001—2100 | 3001—3100 | 4001—4100 | 5001—5100 | 6001—6100 | 7001—7100 | 8001—8100 | 9001—9100  |
| 101—200             | 1101—1200 | 2101—2200 | 3101—3200 | 4101—4200 | 5101—5200 | 6101—6200 | 7101—7200 | 8101—8200 | 9101—9200  |
| 201—300             | 1201—1300 | 2201—2300 | 3201—3300 | 4201—4300 | 5201—5300 | 6201—6300 | 7201—7300 | 8201—8300 | 9201—9300  |
| 301—400             | 1301—1400 | 2301—2400 | 3301—3400 | 4301—4400 | 5301—5400 | 6301—6400 | 7301—7400 | 8301—8400 | 9301—9400  |
| 401—500             | 1401—1500 | 2401—2500 | 3401—3500 | 4401—4500 | 5401—5500 | 6401—6500 | 7401—7500 | 8401—8500 | 9401—9500  |
| 501—600             | 1501—1600 | 2501—2600 | 3501—3600 | 4501—4600 | 5501—5600 | 6501—6600 | 7501—7600 | 8501—8600 | 9501—9600  |
| 601—700             | 1601—1700 | 2601—2700 | 3601—3700 | 4601—4700 | 5601—5700 | 6601—6700 | 7601—7700 | 8601—8700 | 9601—9700  |
| 701—800             | 1701—1800 | 2701—2800 | 3701—3800 | 4701—4800 | 5701—5800 | 6701—6800 | 7701—7800 | 8701—8800 | 9701—9800  |
| 801—900             | 1801—1900 | 2801—2900 | 3801—3900 | 4801—4900 | 5801—5900 | 6801—6900 | 7801—7900 | 8801—8900 | 9801—9900  |
| 901—1000            | 1901—2000 | 2901—3000 | 3901—4000 | 4901—5000 | 5901—6000 | 6901—7000 | 7901—8000 | 8901—9000 | 9901—10000 |